# 王序昆
王序昆（1933年—），女，北京人，中国有机化学家、教育家，曾任南开大学教授。研究领域为金属有机化学。